# 奧果金鱨
奧果金鱨，為輻鰭魚綱鯰形目脂鱨科的其中一種，為熱帶淡水魚，分布於非洲加彭Ogowe-Nyanga河流域，體長可達25公分，棲息在底層水域，生活習性不明。

## 扩展阅读
維基物種上的相關：奧果金鱨